# Малава
22°25′ пн. ш. 75°32′ сх. д. / 22.42° пн. ш. 75.54° сх. д.
Малава або Малва (санскр. मालवा, маратхі माळवा, Mālavā IAST) — регіон в Північній Індії, розташований на однойменному вулканічному плато в західній частині штату Мадх'я-Прадеш. Малава була самостійним політичним утворенням з часів індійського племені малавів аж до незалежності Індії в 1947 році, коли регіон ввійшов до складу Мадх'я-Бхарата. Історично в Малві розвинулась своя власна мова і культура, яка відчула значний вплив маратхської, раджастханської та гуджаратської культур. В древні часи політичною, економічною та культурною столицею регіону було місто Удджайн. Тепер найбільшим містом і комерційним центром Малви є Індор. Основні туристичні центри регіону — Удджайн, Манду, Омкарешвар і Махешвар.
Більшість населення регіону задіяно в сільському господарстві. Основні культури — бавовна і соя. З давніх часів, регіон Малви є одним із найбільших центрів виробництва опіуму. Головна галузь промисловості — текстильна.

## Історія

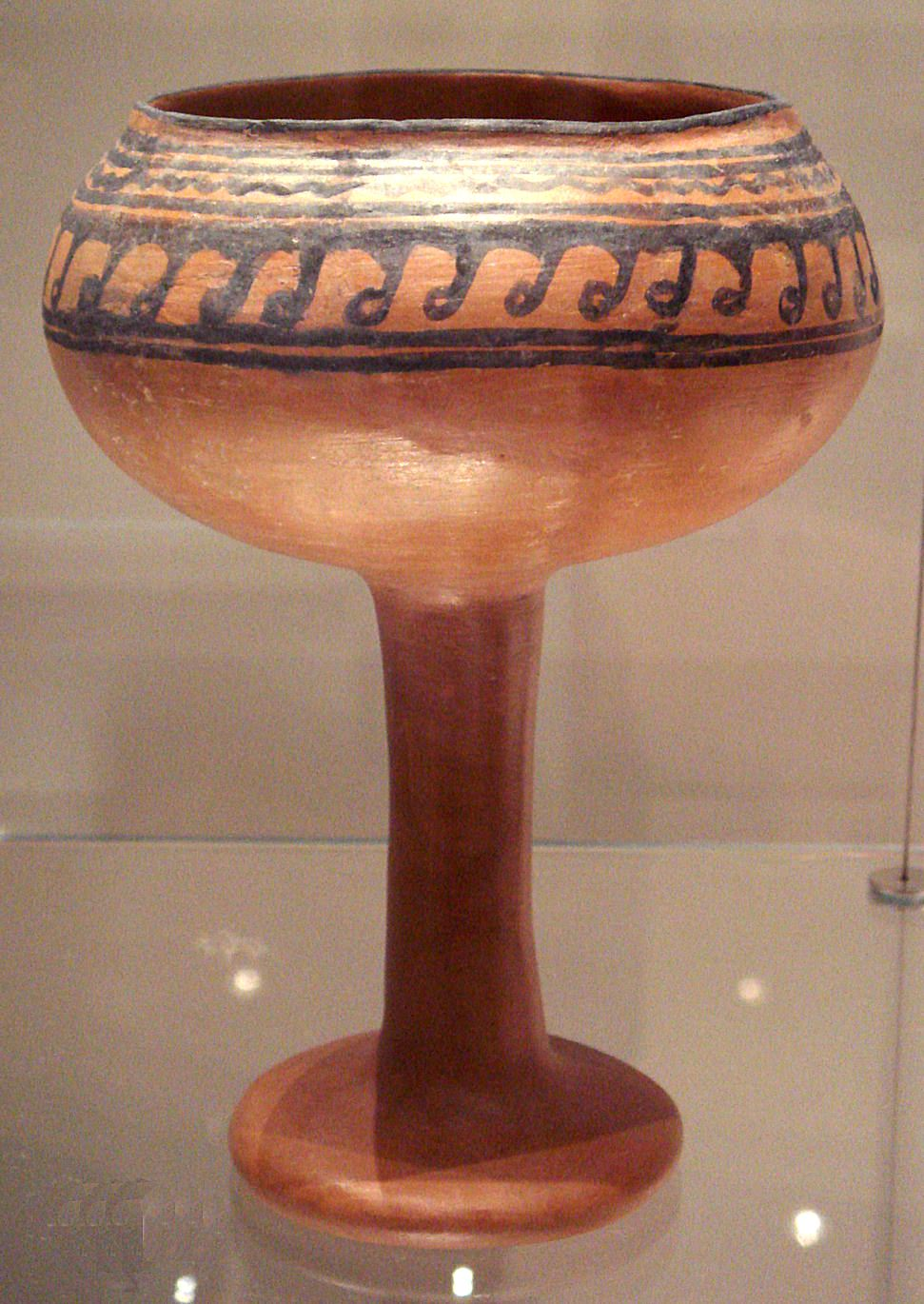
Керамічний кубок із Навдатолі, Малва, 1300 до н. е.

Першою великою державою, утвореною на території регіону, було царство Аванті, яке в V сторіччі до н. е. ввійшло в склад Імперії Маур'їв. Свого найвищого розквіту регіон досяг в період Гуптів. Потім Малва перебувала під владою династії Парамара, султанів Малва і маратхів. Уродженцями Малви були численні видатні представники індійської культури і науки: поет Калідаса, Бхартріхарі, математики і астрономи Вараха Міхіра і Брахмагупта.

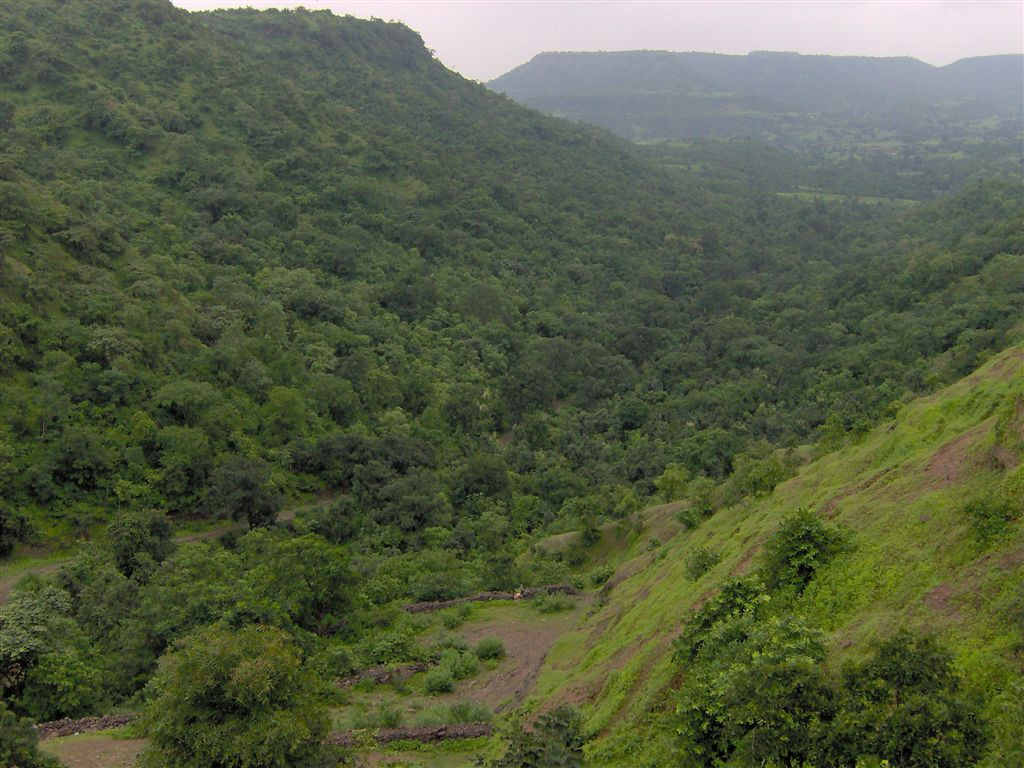
Долина Манду

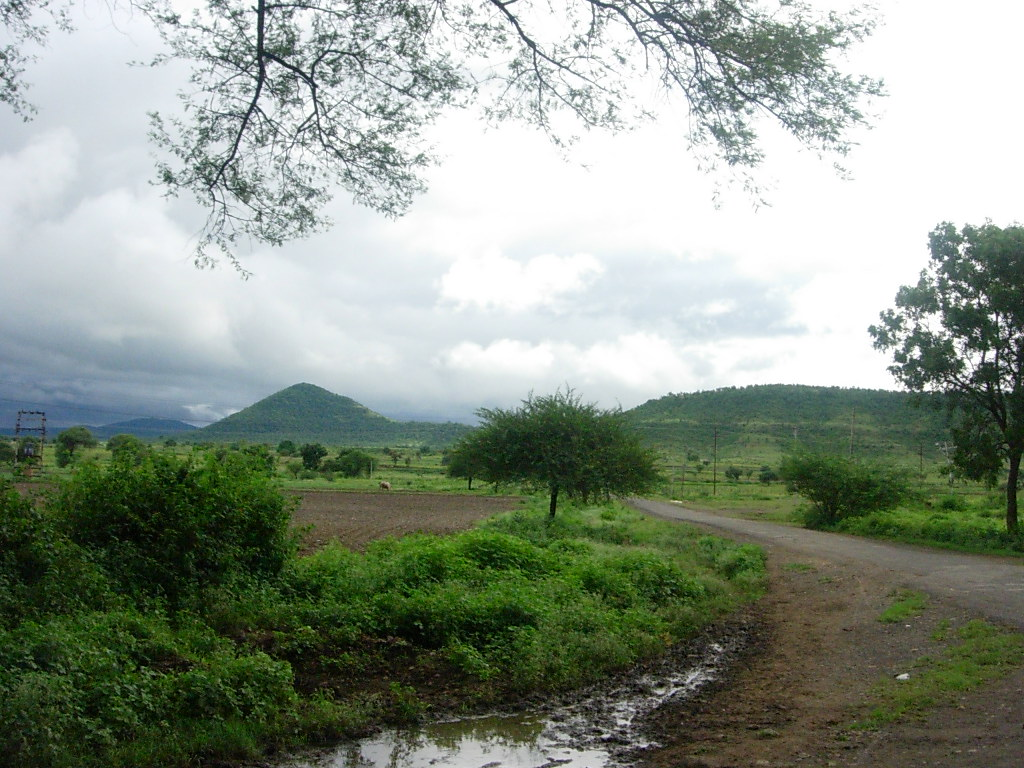
Типовий краєвид біля Мхов(Mhow) під час сезону мусонів

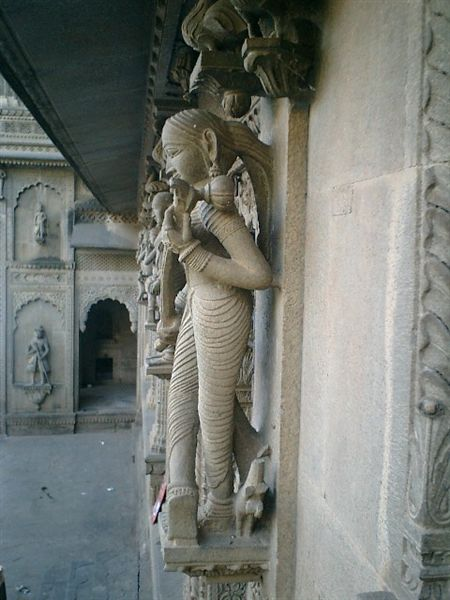
Скульптурний стиль Маратха(Maratha-styled) із Махешвара (Maheshwar)

## Список правителів Малви

### Царі
- - Нахапана-Nahapana (119—124)
  - Chastana (vers 125)
  - Rudradaman I (vers 130—150)
  - Damajadasri I (170—175)
  - Jivadaman (vers 175)
  - Rudrasimha I (175—188)
  - Isvaradatta (188—191)
  - Rudrasimha I (segoina vegada) (191—197)
  - Jivadaman (segona vegada) (197—199)
  - Rudrasena I (200—222)
  - Damasena (222—232)
  - Samghadaman (227?)
  - Damajadasri II (232—239)
  - Viradaman (234—238)
  - Yasodaman I (239)
  - Vijayasena (239—250)
  - Damajadasri III (251—255)
  - Rudrasena II (255—277)
  - Visvasimha (277—282)
  - Bhartridaman (282—295)
  - Visvasena (293—304)
  - Rudrasimha II (304—348)
  - Yasodaman II (317—332)
  - Rudradaman II (332—348)
  - Rudrasena III (348—380)
  - Simhasena (380- ?)
- Guptes
  - Feudataris khsatrapes
    - Rudrasena IV (382—388)
    - Rudrasimha III (388—395)

  - Domini directe dels guptes (395—500)
    - Chandragupta II
    - Kumaragupta I
    - Skandagupta
    - Purugupta
    - Kumaragupta II

  - Huna
    - Feudataris guptes
      - Buddhagupta
      - Narasimhagupta Baladitya
      - Kumaragupta III
      - Vishnugupta
      - Vainyagupta
      - Bhanugupta

  - Reis hunes
    - Торамана vers 480—510
    - Міхіракула 510—528

  - Mandasor
    - Yasodharman 528-?
    - Successors ?

  - Harsa
    - Prabhakaravardhana vers 580—605
    - Rajyavardhana II vers 605—606
    - Харша (606—648)

  - Gurjara Pratihara
  - Nag Bhatta I (750?-780)
  - Vatsraj (780—800)
  - ParamBhattarak Parmeshwar Nag Bhatta II (800—833)

### Парамари
- - Упендра (800–818)
  - Вайрісімха I (818–843)
  - Сіяка I (843–893)
  - Вакпаті I (893–918)
  - Вайрісімха II (918–948)
  - Сіяка II (948–974)
  - Вакпаті II (974–995)
  - Сіндхураджа (995–1010)
  - Бходжа I (1010–1055)
  - Джаясімха I (1055–1060)
  - Удаядітья (1060–1087)
  - Лакшманадева (1087–1097)
  - Нара-варман (1097–1134)
  - Яшо-варман (1134–1142)
  - Джая-варман I (1142–1160)
  - Віндх'я-варман (1160–1193)
  - Субхата-варман (1193–1210)
  - Арджуна-варман I (1210–1218)
  - Девапала (1218–1239)
  - Джайтугідева (1239–1256)
  - Джая-варман II Псевдонім Джаясімха II (1256–1274)
  - Арджуна-варман II (1274–1283)
  - Бходжа II (1283 -?)
  - Махалакадева (?-1305)
  - Делійський султанат
  - Малавський султанат
  - Імперія Великих Моголів
  - Subadars de Malwa 1562—1743
    - Marathes (Vegeu: Скіндії i Дхари)

### Холкари з Індора
- Малхар Рао I (1731—1766)
- Мале Рао (1766—1767)
- Ахіл'я Баї (1767—1795)
- Тукоджі Рао I (1795—1797)
- Каші Рао (1797—1799)
- Ясвант Рао I (1799—1811)
- Малхар Рао II (1811—1833)
- Мартанд Рао (1833—1834)
- Харі Рао (1834—1843)
- Ханде Рао (1843—1844)
- Тукоджі Рао II (1844—1886)
- Шиваджі Рао (1886—1903)
- Тукоджі Рао III (1903—1926)
- Ясванта Рао II (1926—1948)

- Companyia Britànica de les Índies Orientals (1818—1858) i Imperi de l'Índia Britànica (1858—1947)
  - Agència de Malwa Occidental, Agència de l'Índia Central, Agència de Malwa.

## Туризм

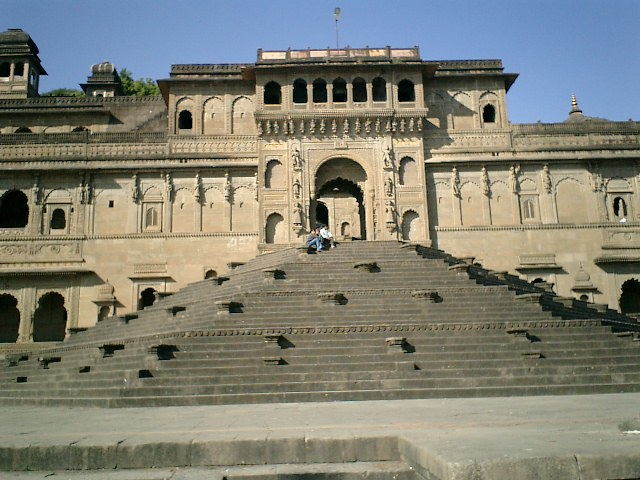
Форт Ахіл'я в Махешварі

Неподалік від Манду розташовано Махешвар, місто на північному березі річки Нармада, яке було столицею держави Індор за часів правління Раджмата Ахіл'я Деві Холкар (Rajmata Ahilya Devi Holkar). Форт Маратха раджвада є головною визначною пам'яткою. Статуя Рані Ахіл'я в натуральну величину сидить на троні у форті комплексу. Дхар був столицею Малви до Манду, який став столицею в 1405 році. Там форт знаходиться в руїнах, але пропонує панорамний вид. Мечеть Бходжашала (побудована в 1400) досі використовується як місце поклоніння по п'ятницях.